# Zdzisław Józef Czendefu
Zdzisław Józef Czendefu urodzony jako Chen Defu (chiń. 陳德福; pinyin Chén Défú), używał także nazwiska Bazyli Jan Charczeńko (ur. 15 maja 1892 w Dalian w Mandżurii, zm. 23 stycznia 1978 w Toruniu) – polski powstaniec i żołnierz pochodzenia chińskiego. Szeregowy Wojska Polskiego. Uczestnik wojny rosyjsko-japońskiej, powstania wielkopolskiego i wojny polsko-bolszewickiej. Członek Polskiego Towarzystwa Gimnastycznego „Sokół”.

## Życiorys
W trakcie wojny rosyjsko-japońskiej w 1905 był początkowo żołnierzem carskiej armii, później został ordynansem kapitana Kazimierza Skorotkiewicza, z którego rozkazu został wysłany do Warszawy, gdy Skorotkiewicz trafił do japońskiej niewoli.
W Warszawie nauczył się stolarstwa i podjął pracę w tym zawodzie w fabryce mebli Chojnackiego. Używał wówczas nazwiska Bazyli Jan Charczeńko. Po pewnym czasie Chojnacki odesłał go do rodziny w Wielkopolsce. Osiedlił się w Barcinie i pracował jako stolarz. Spolonizował się, przeszedł na katolicyzm i przyjął polskie imiona Zdzisław Józef. Działał w Sokole.
W styczniu 1919 przyłączył się do walk powstania wielkopolskiego jako naczelnik drużyny skautowej. Brał udział w wyzwalaniu powiatów jarocińskiego i pleszewskiego. Od 1924 starał się o polskie obywatelstwo, które otrzymał dopiero w 1933.
W 1937 r. przeprowadził się do Torunia, gdzie zmarł 23 stycznia 1978 r.
Uchwałą Rady Państwa nr 11.10-0.909 z 10 listopada 1958 nadano mu Wielkopolski Krzyż Powstańczy.

Zdzisław Czendefu brał udział w Kompanii Barcińskiej od 04.01.1919 w walkach na odcinku frontu Szubin – Barcin – Łabiszyn. Po zorganizowaniu w Wielkopolsce regularnej armii wcielony został do 4 Kompanii 4 pułku Wlkp. Z urodzenia Chińczyk, przyjmuje w okresie międzywojennym obywatelstwo polskie. Pracując jako stolarz w Spółdzielni Przemysłu Ludowego i Artystycznego „Rzut” w Toruniu dokonał kilku pracowniczych usprawnień, za co otrzymał z Urzędu Patentowego Polskiej Rzeczypospolitej Ludowej urzędowe zaświadczenia.

## Rodzina
Żonaty z Weroniką Pilachowską (ur. 1895), która jako pielęgniarka również wzięła udział w powstaniu wielkopolskim. Małżeństwo było bezdzietne.